# Olympische Sommerspiele 2004/Teilnehmer (Madagaskar)
| Gelbes Symbol für Goldmedaillen mit stilisierten Olympischen Ringen | Graues Symbol für Silbermedaillen mit stilisierten Olympischen Ringen | Braundes Symbol für Bronzemedaillen mit stilisierten Olympischen Ringen |
| ------------------------------------------------------------------- | --------------------------------------------------------------------- | ----------------------------------------------------------------------- |
| —                                                                   | —                                                                     | —                                                                       |

Madagaskar nahm an den Olympischen Sommerspielen 2004 in der griechischen Hauptstadt Athen mit neun Sportlern, fünf Frauen und vier Männern, teil.

## Teilnehmer nach Sportarten

### Boxen
- Lalaina Rabenarivo
Halbfliegengewicht (bis 48 kg) Männer: Qualifikation

- George Jouvin Rakotoarimbelo
Fliegengewicht (bis 51 kg) Männer: Qualifikation

### Judo
- Naina Cecilia Ravaoarisoa
Halbleichtgewicht (bis 52 kg) Frauen: Qualifikation

### Leichtathletik
- Joseph-Berlioz Randriamihaja
110 Meter Hürden Männer: Vorläufe

- Rosa Rakotozafy
100 Meter Hürden Frauen: Vorläufe

- Clarisse Rasoarizay
Marathon Frauen: 43. Platz

### Schwimmen
- Jean Luc Razakarivony
100 Meter Brust Männer: Vorläufe

- Tojohanitra Andriamanjatoarimanana
50 Meter Freistil Frauen: Vorläufe

### Tennis
- Dally Randriantefy
Einzel Damen: Qualifikation